# Balkenbrij
Il balkenbrij è un sanguinaccio diffuso in Belgio, nei Paesi Bassi e nella regione tedesca della Renania.

## Etimologia
Il nome dell'alimento è composto dai termini balk (lett. "intestini") e (lett. "porridge").

## Storia
Piatto di origini contadine, il balkenbrij è stato documentato per la prima volta alla fine del diciannovesimo secolo. Con il passare degli anni la ricetta è caduta in disuso a causa del crescente disinteresse rivoltele da parte delle nuove generazioni (fino al 2015 vi erano meno di due dozzine di produttori dell'alimento destinato alla vendita). L'alimento è riproposto in diverse varianti industriali senza il sangue e che, proprio per tale motivo, hanno un sapore molto diverso.